# Rónald Gómez
Rónald Gómez (ur. 24 stycznia 1975 w Puntarenas), kostarykański piłkarz występujący na pozycji napastnika, reprezentant Kostaryki, trener piłkarski.

## Kariera klubowa
Gómez rozpoczynał karierę w Kostaryce, gdzie w 1996 został królem strzelców 1. ligi i mistrzem w barwach LD Alajuelense, niedługo później trafił do klubu Primera División Sporting Gijón. Później grał m.in. w lidze gwatemalskiej oraz greckiej Alpha Ethniki, w której reprezentował OFI Kreta. W 2004 powrócił do ojczyzny, gdzie zdobył Puchar Mistrzów CONCACAF w 2005 i zajął z zespołem 3. miejsce na Klubowych Mistrzostwach Świata, strzelając decydującego gola w meczu o 3. miejsce. W 2006 zdobył z klubem mistrzostwo kraju.

## Kariera reprezentacyjna
W reprezentacji Kostaryki Gómez zadebiutował w lutym 1993 roku w meczu przeciwko drużynie Nikaragui. W 2002 zajął z drużyną 2. miejsce w Złotym Pucharze CONCACAF po porażce w finale ze Stanami Zjednoczonymi 0:2. Występował również w drużynie Alexandre Guimarãesa na Mistrzostwach Świata w Korei, na których zdobył bramkę w przegranym 2:5 meczu grupowym z Brazylią, zaś jego drużyna zajęła 3. miejsce w grupie C i odpadła. W 2006 wystąpił na Mistrzostwach Świata w Niemczech, na których jego reprezentacja odpadła zajmując ostatnie miejsce w grupie A. Gómez wpisał się na listę strzelców w pierwszej połowie meczu z Polską, przegranego 1:2. Dla reprezentacji Kostaryki rozegrał 91 meczów i zdobył 24 bramki.